# Metazygia
Metazygia là một chi nhện trong họ Araneidae.